# Buchta
Buchta je druh jídla, který se připravuje pečením z různých druhů těsta a přísad.

## Rozdělení
V užším smyslu je buchta druh pečiva, kdy je uvnitř těsta náplň, tady je náplň obalena těstem ze všech stran – na rozdíl od koláče, kdy je náplň navrchu těsta a je kulatý, a na rozdíl od bublaniny (což je třená buchta), kdy je náplň (většinou drobné ovoce nebo jeho kousky) volně (pravidelně či nikoli) rozptýlena ve hmotě těsta. Původ buchet jsou Čechy,[zdroj?] ale hrají významnou roli v celé střední Evropě. Buchty se „vyrábějí“ každá zvlášť a v syrovém stavu se vkládají do pečicí formy (pekáče) tak, aby při dokynutí a při pečení vytvořily nepevný spoj a bylo možné je před podáváním znovu od sebe oddělit bez pomoci nástroje (nože).
V širším smyslu je buchta pečivo pečené v pekáči. Vyrábí se vcelku, ale po upečení se dělí nožem (řezy).
Dělají se různé druhy buchet: domácí, hrnková, tvarohová, čokoládová (podobná americké Brownies, ale méně vlhká a bez kypřícího prášku), pudinková, maková a různé ovocné nebo zeleninové. V Německu se jim říká buchteln, v Bavorsku rohrnudeln, ve Slovinsku buhteljni, v Srbsku buhtle, v Maďarsku bukta a v Chorvatsku buhtle.
Místně a v některých zemích se plněný knedlík nazývá jako (vařená) buchta, protože se dříve knedlíky také pekly.